# شلالات والامن
شلالات والامن (بالإنجليزية: Wallaman falls)‏ هو شلال في المنطقة الشمالية لكوينزلاند في أستراليا. وهو من أعلى المصبات في أستراليا إذ يبلغ ارتفاعه حوالي 340 مترا.